# The Tesseract
The Tesseract é um filme de suspense do ano de 2003, tendo como protagonista Jonathan Rhys Meyers. Baseado no romance de Alex Garland, é dirigido por Oxide Pang. 
O filme examina quatro vidas aparentemente desconexas que se reúnem através de um roubo num quarto de hotel em Banguecoque. As interações de um traficante inglês, uma psicóloga britânica, uma assassina tailandesa, e um rapaz abusado de 13 anos, demonstram que a vida é tão complexa que, mesmo os mais pequenos acontecimentos podem ter enormes, mesmo fatais, consequências (ou seja, o efeito borboleta). 

## Enredo
Sean, um traficante de droga, vai ao quarto 303 do degradado Hotel Paraíso em Banguecoque, para aguardar a chegada de um pacote de heroína. Outra convidada é Rosa, uma psicóloga que está pesquisando sobre as crianças dos bairros pobres, no piso inferior (quarto 202). No quarto ao lado, 203, está Lita, uma assassina que está esperando para interceptar o pacote que Sean está esperando. Em comum está o jovem paquete de 13 anos, Wit, um menino de rua e gatuno. 

## Elenco
- Jonathan Rhys Meyers como Sean
- Saskia Reeves como Rosa
- Alexander Rendel como Wit
- Carlo Nanni como Roy
- Lena Christenchen como Lita